# Bangana horai
Bangana horai är en fiskart som först beskrevs av Banarescu, 1986.  Bangana horai ingår i släktet Bangana och familjen karpfiskar. IUCN kategoriserar arten globalt som starkt hotad. Inga underarter finns listade.